# Special Reserve
Special Reserve er det første opsamlingsalbum fra det keltiske band Gaelic Storm. Det blev udgivet d. 19. august 2003, og indeholder sange fra deres tidligere udgivelse, samt tre nye sange.

## Spor
1. "Courtin' in the Kitchen"*
2. "Johnny Tarr"
3. "The Schooner Lake Set"*
4. "The Leaving of Liverpool"
5. "Drink The Night Away"
6. "After Hours At McGann's"
7. "Swimmin' In The Sea"
8. "Nancy Whiskey"*
9. "She Was The Prize"
10. "Johnny Jump Up / Morrison's Jig"
11. "Titanic Set"
12. "Tell Me Ma"
13. "Beggarman"

Asterisk indikerer at det er en ny sang.

## Medvirkende
- Patrick Murphy (harmonika, skeer, Bodhrán, mundharmonika, vokal)
- Steve Twigger (Guitar, Bouzouki, Mandolin, vokal)
- Samantha Hunt (Violin)
- Shep Lonsdale (Djembe, Doumbek, Surdo og anden percussion)
- Steve Wehmeyer (Bodhrán, Didgeridoo, Vokal)
- Tom Brown (sækkepibe, Tinwhistle, DegerPipes)

### Yderligere musikere
- Deborah Clark Colón (violin på spor 1, 3, & 8)